# Axius Valles
Le Axius Valles sono una struttura geologica della superficie di Marte.